# Tīreļi
Tīreļi är en ort i Lettland. Den ligger i den centrala delen av landet, 30 km väster om huvudstaden Riga. Tīreļi ligger 4 meter över havet och antalet invånare är 2 103.
Terrängen runt Tīreļi är mycket platt. Runt Tīreļi är det glesbefolkat, med 14 invånare per kvadratkilometer. Närmaste större samhälle är Jūrmala, 18,0 km nordost om Tīreļi. I omgivningarna runt Tīreļi växer i huvudsak blandskog.